# Tysvær
Gmina Tysvær (norw. Tysvær kommune) – norweska gmina leżąca w regionie Rogaland. Jej siedzibą jest miasto Aksdal.
Tysvær jest 234. norweską gminą pod względem powierzchni.

## Demografia
Według danych z roku 2005 gminę zamieszkuje 9370 osób. Gęstość zaludnienia wynosi 22,35 os./km². Pod względem zaludnienia Tysvær zajmuje 111. miejsce wśród norweskich gmin.
| ludność stan na 1 stycznia 2005 |         |           |       |
|                                 | kobiety | mężczyźni | razem |
| osób                            | 4827    | 4543      | 9370  |
| %                               | 51,52%  | 48,48%    | 100%  |

| wykształcenie stan na 1 października 2004 |        |         |        |        |
|                                           | podst. | średnie | wyższe | niezn. |
| osób                                      | 1298   | 4366    | 1122   | 145    |
| %                                         | 18,73% | 62,99%  | 16,19% | 2,09%  |

## Edukacja
Według danych z 1 października 2004:
- liczba szkół podstawowych (norw. grunnskolar): 11
- liczba uczniów szkół podstawowych: 1577

## Władze gminy
Według danych na rok 2011 administratorem gminy (norw. rådmann) jest Arvid Ståle Vallestad, natomiast burmistrzem (norw. ordfører, d. borgermester) jest Harald Stakkestad.